# Leucòpsids
Els leucòspids (Leucospidae, de vegades incorrectament anomenats Leucospididae) són una família d'himenòpters apòcrits de la superfamília Chalcidoidea. Són un petit grup especialitzat compost exclusivament d'ectoparasitoides de larves de vespes aculeades (amb agulló) i d'abelles.

## Taxonomia
La família Leucospidae inclou 4 gèneres i 134 espècies:
- Gènere Leucospis Fabricius, 1775
- Gènere Micrapion Kriechbaumer, 1894
- Gènere Neleucospis Boucek, 1974
- Gènere Polistomorpha Westwood, 1839